# Kerrichia nipponica
Kerrichia nipponica là một loài tò vò trong họ Ichneumonidae.